# Шекміно Друге
Ше́кміно Друге (рос. Шекмино Второе, марій. Куписер) — присілок у складі Гірськомарійського району Марій Ел, Росія. Входить до складу Мікряковського сільського поселення.

## Населення
Населення — 60 осіб (2010; 61 у 2002).
Національний склад (станом на 2002 рік):
- гірські марійці — 98 %